# Calcinaia
Calcinaia – miejscowość i gmina we Włoszech, w regionie Toskania, w prowincji Piza.
Według danych na rok 2004 gminę zamieszkiwało 8608 osób, 614,9 os./km².